# 叶公琦
叶公琦（1929年—），江苏吴县人，中华人民共和国政治人物。
早年参加学生运动，后任上海嵩卢区学委书记。1952年，任中共嵩山区委组织部副部长、工业部部长。1983年，升任上海市人民政府副市长。1988年，任上海市人大常委会主任。